# Стрышак, Авдон
Авдо́н Стрышак пол. Abdon Stryszak; родился 30 декабря 1908 г. дата смерти 27 ноября 1995 г., Варшава, Польша) — польский ветеринар, профессор ветеринарных наук доцент, специалист на эпидемиологии, член Польской академии наук.
Похоронен на Служевском кладбище в Варшаве.